# 몰타 축구 협회
몰타 축구 협회(몰타어: Assoċjazzjoni tal-Futbol ta' Malta; MFA)은 몰타의 축구 협회이다. 몰타 축구 협회는 몰타의 축구 리그와 남자 축구 국가대표팀, 여자 축구 국가대표팀을 관리한다. 본부는 타알리에 위치해 있다.